# Rhamphorrhina splendens
Rhamphorrhina splendens är en skalbaggsart som beskrevs av Bertoloni 1855. Rhamphorrhina splendens ingår i släktet Rhamphorrhina och familjen Cetoniidae. Inga underarter finns listade i Catalogue of Life.